# Batalion ON „Cieszyn II”

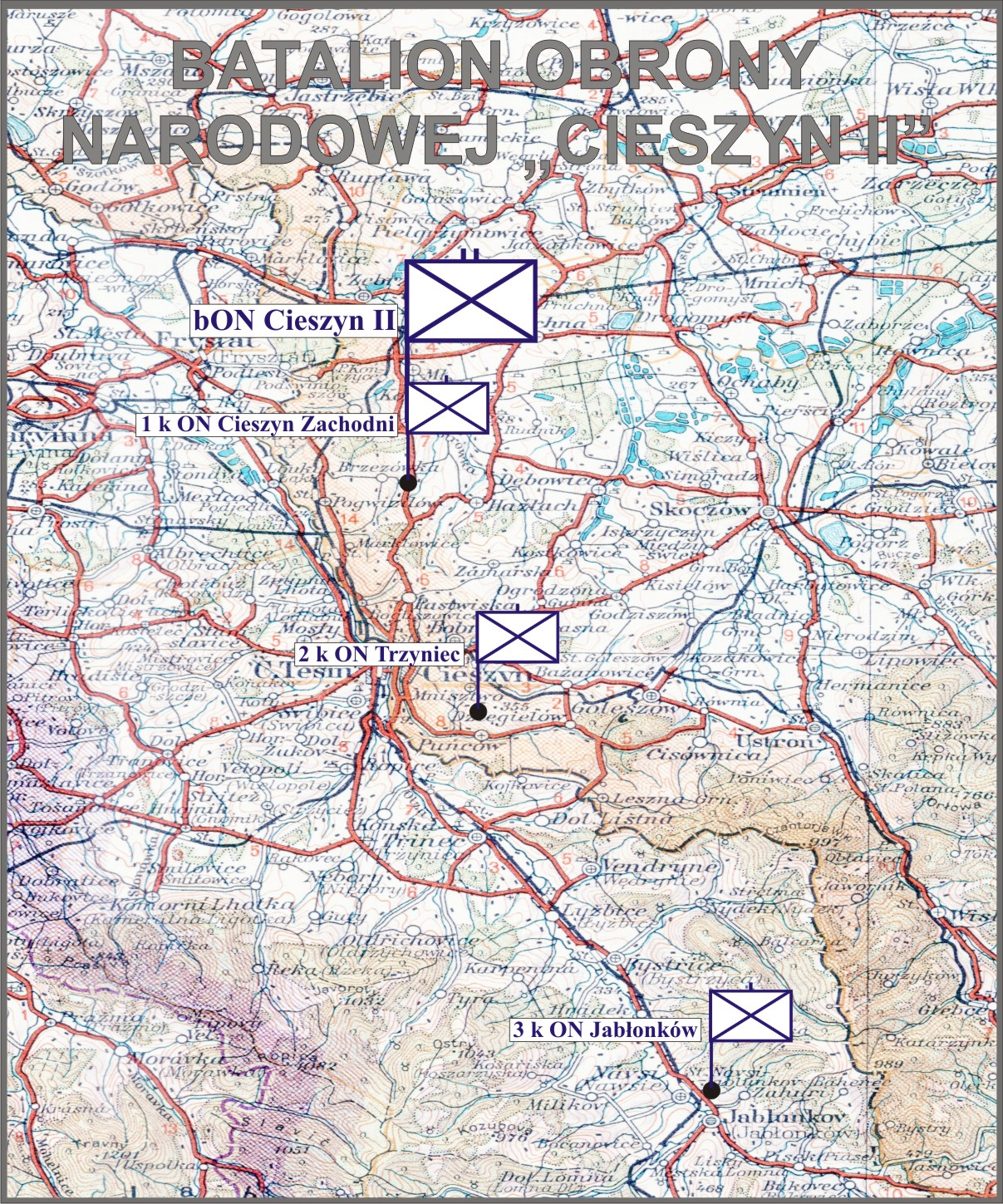
Batalion ON Cieszyn II

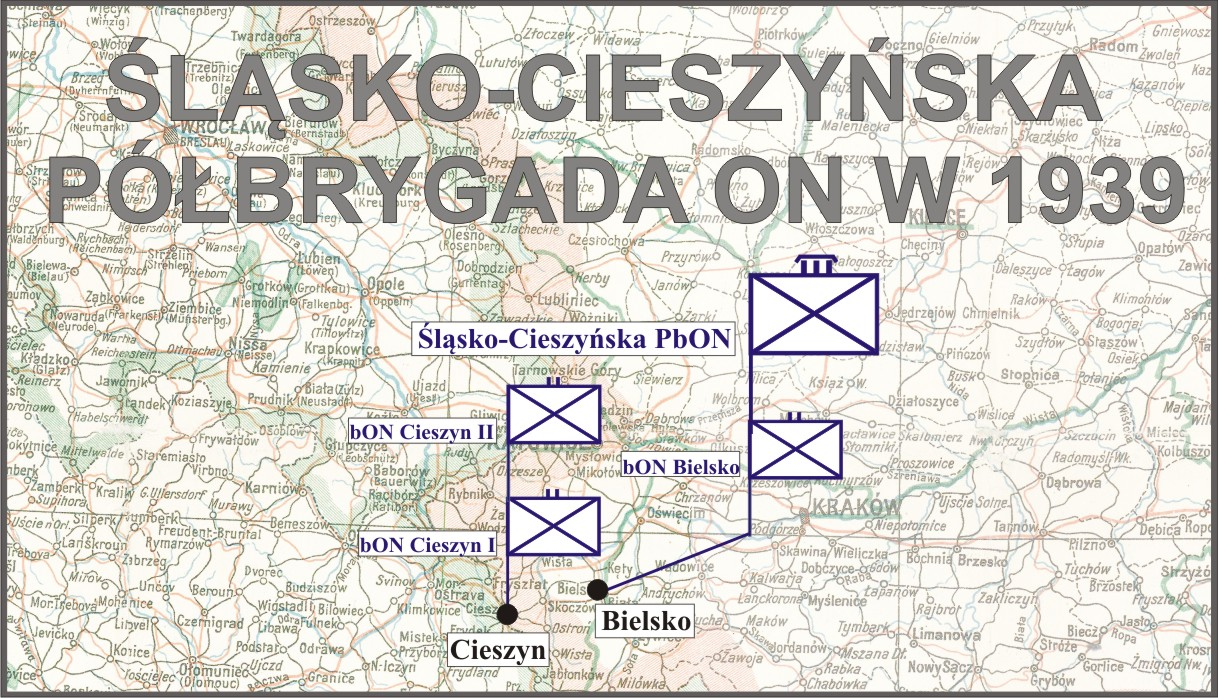
Śląsko-Cieszyńska Półbrygada ON

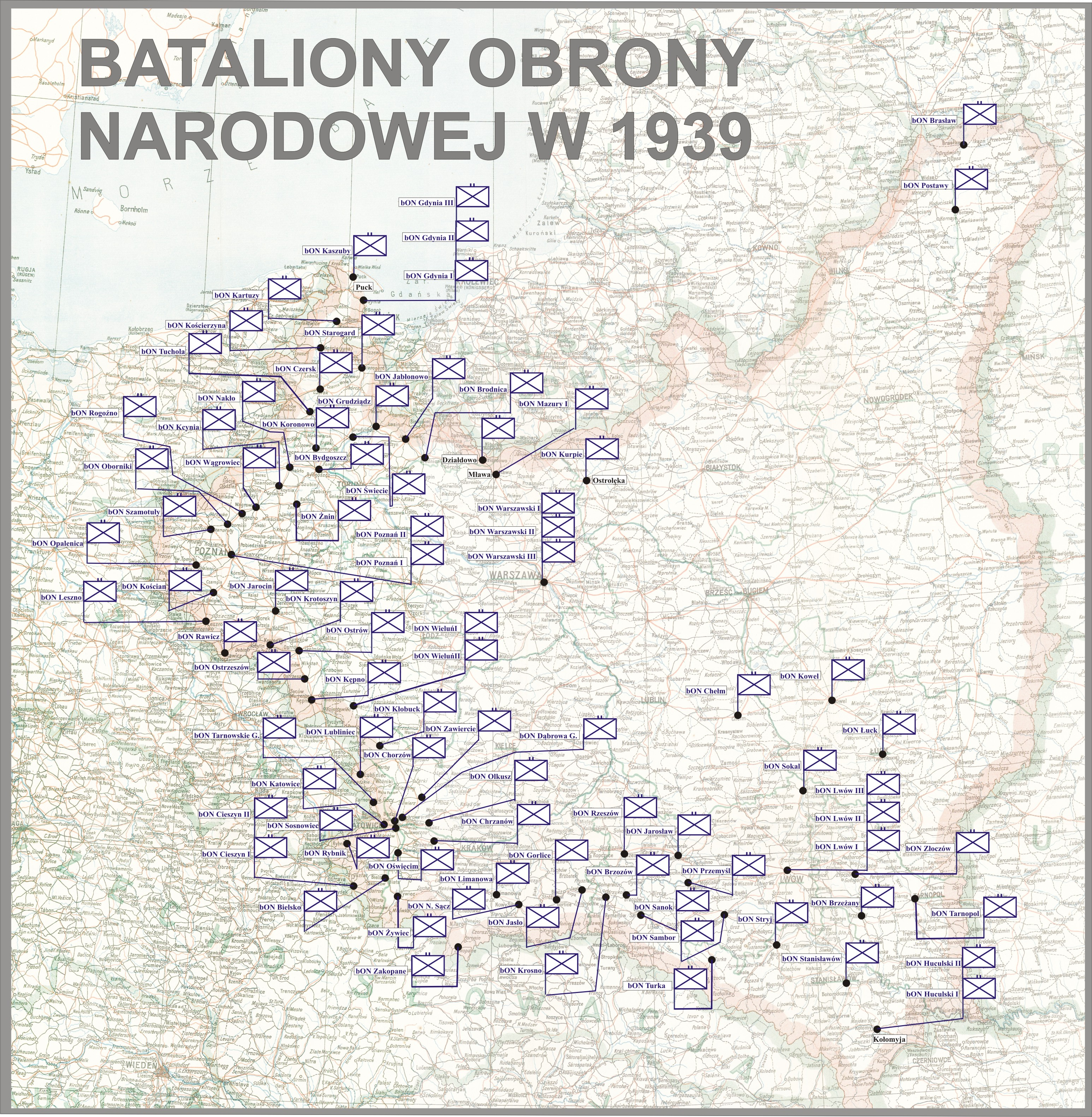
Obrona Narodowa w 1939

II Cieszyński Batalion Obrony Narodowej (batalion ON „Cieszyn II”) batalion piechoty typ spec. nr 58 – pododdział piechoty Wojska Polskiego II RP.

## Formowanie i zmiany organizacyjne
Batalion został sformowany na mocy rozkazu Departamentu Piechoty Ministerstwa Spraw Wojskowych L.4100/tj.ON z dnia 14 lutego 1939 w okresie od 10 stycznia do 27 marca 1939 roku, w składzie Śląsko-Cieszyńskiej Półbrygady ON. Jednostka stacjonowała na terenie Okręgu Korpusu Nr V: dowództwo i 1 kompania w Cieszynie natomiast pozostałe dwie kompanie na Zaolziu (2 kompania w Trzyńcu, 3 kompania w Jabłonkowie).
Pod względem dowodzenia i szkolenia batalion podlegał 21 Dywizji Piechoty w Bielsku .
W maju 1939 roku pododdział został przeformowany według etatu batalionu ON typ III.
Zgodnie z planem mobilizacyjnym „W” jednostka stanowiła zawiązek dla baonu piechoty typ specjalny nr 58 mobilizowanego w alarmie, w grupie jednostek oznaczonych kolorem żółtym przez 4 pułk strzelców podhalańskich w Cieszynie.
Baon piechoty nr 58 został sformowany w dniach 24–25 sierpnia 1939 roku i włączony w skład 202 pułku piechoty jako III batalion.

## Organizacja i obsada personalna batalionu
Obsada personalna batalionu w marcu 1939 roku:
- dowódca batalionu – mjr Włodzimierz Kuczma (*)[b]
- dowódca 1 kompanii ON „Cieszyn Zachodni” – kpt. Adam  Kottik
- dowódca 2 kompanii ON „Zebrzydowice” – kpt. Bolesław Bytomski
- dowódca 3 kompanii ON „Jabłonków” – kpt. Józef Urbanik

Obsada personalna we wrześniu 1939 :
- dowódca batalionu – mjr Włodzimierz Antoni Kuczma
- dowódca 7 kompanii strzeleckiej (dawniej ON „Cieszyn Zachodni”) – kpt. Adam Władysław Kottik
- dowódca 8 kompanii strzeleckiej (dawniej ON „Trzyniec”) –  kpt. Bolesław Jan Bytomski
- dowódca 9 kompanii strzeleckiej (dawniej ON „Jabłonków”) – kpt. Ignacy Stachowiak
  - dowódca I plutonu – por. rez. Buczek
- dowódca 3 kompanii ckm -